# Кирстен Джилибранд
Кирстен Джилибранд (на английски: Kirsten Elizabeth Rutnik Gillibrand) е американски политик, младши сенатор от щата Ню Йорк в Сената на САЩ и член на Демократическата партия.

## Кариера
Назначена е за сенатор на мястото на Хилъри Клинтън от Дейвид Патерсън, тогавашният губернатор на щата Ню Йорк на 23 януари 2009 г. и встъпва в длъжност три дни по-късно, след като Клинтън е избрана за Държавен секретар на САЩ.
Преди това е била избирана на два пъти за член на Американския Конгрес. Произхожда от семейство с известни политически традиции в щата Ню Йорк. Работила е в администрацията на президента Бил Клинтън като юридически съветник.
По време на службата си в Конгреса въвежда практиката на публикуване на графика си за срещи, с цел по-голяма прозрачност в дейността си. Тя е приятел на Кори Букър.
Избрана е за член на различни комисии в Сената, между които и тази по външните работи, околната среда и публичните проекти и други.
През ноември 2018 г. е преизбрана за сенатор от Ню Йорк с 67% подкрепа.

## Личен живот
Омъжена, с две деца.